# Mystacides longicornis
Mystacides longicornis là một loài Trichoptera trong họ Leptoceridae. Chúng phân bố ở miền Cổ bắc.

## Hình ảnh

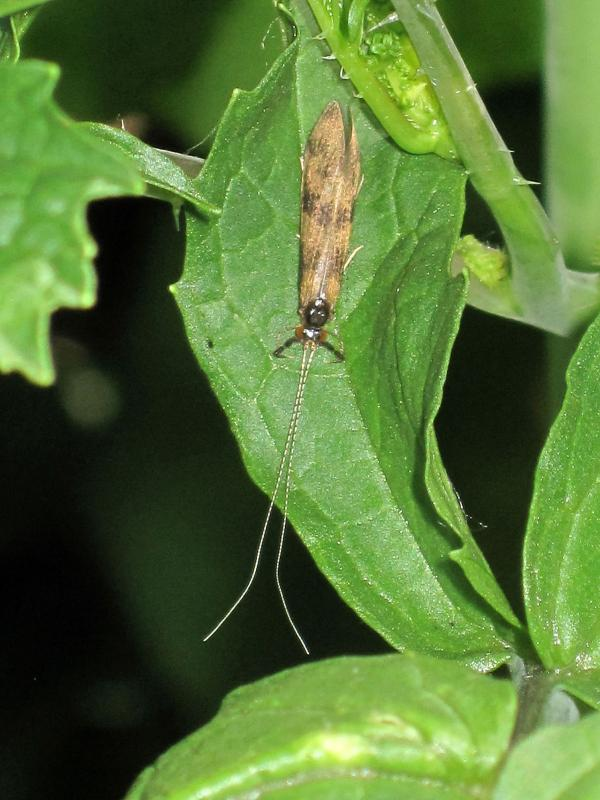
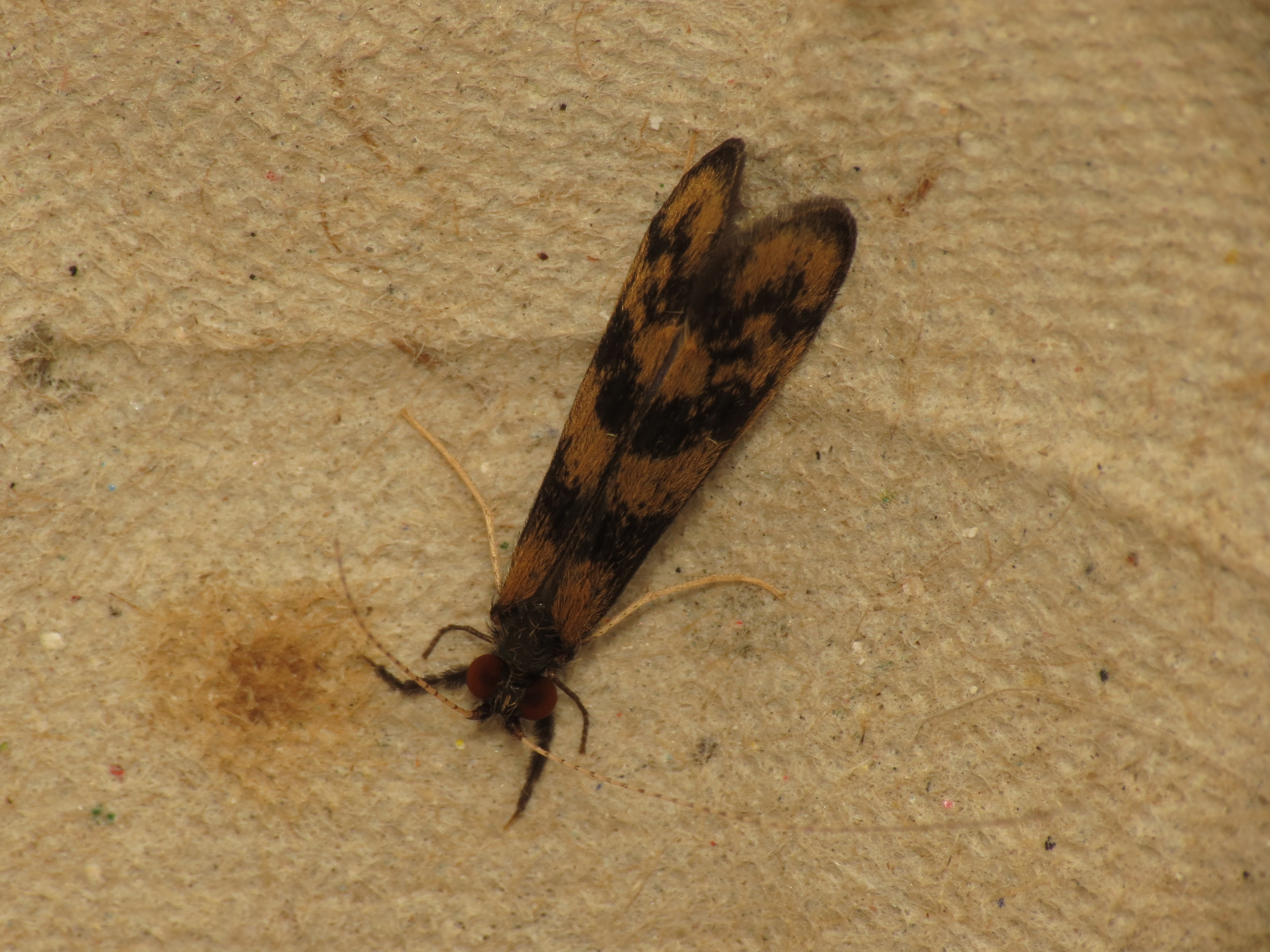
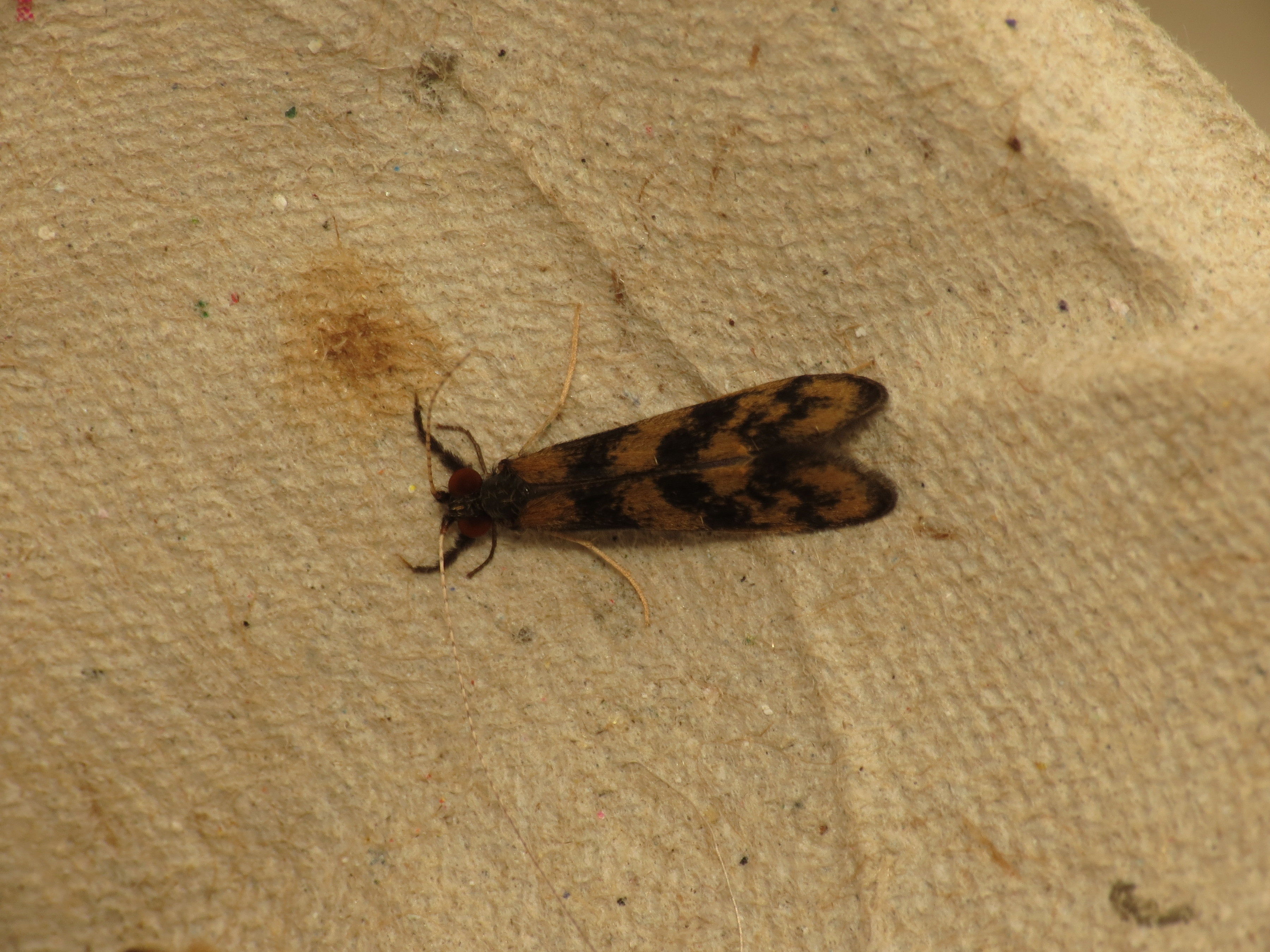
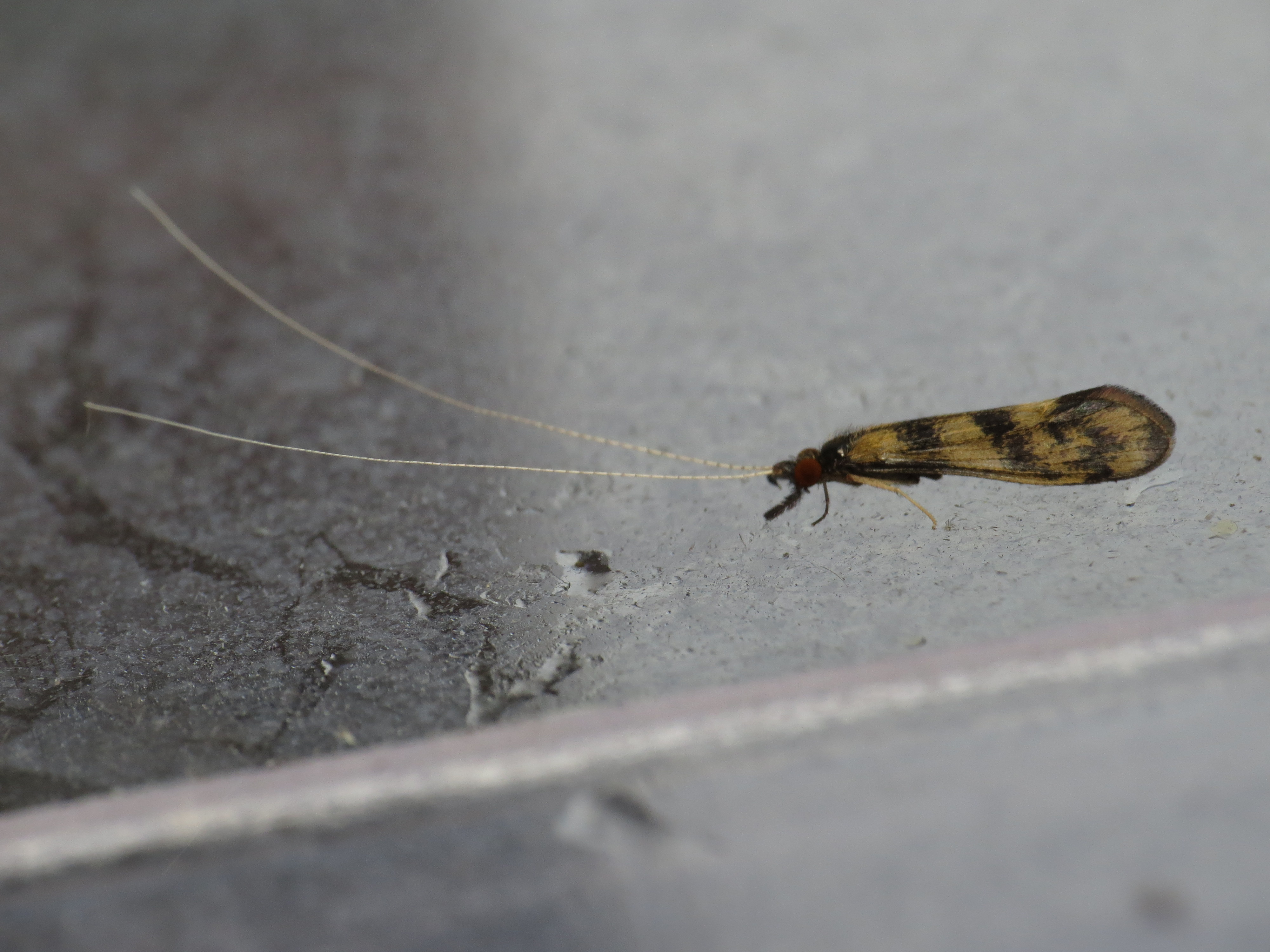